# 萬歲通天
萬歲通天（696年三月—697年九月）是武則天的第八個年号，共计一年餘。

## 建年號
- 萬歲登封元年三月十六丁巳（696年4月22日），改元萬歲通天。[2][3][4]
- 萬歲通天二年九月初九壬寅（697年9月29日），改元神功。[5][6][7]

## 大事记
- 萬歲通天元年五月十一日，孫萬斬、李盡滅發動營州之亂。

## 纪年
| 萬歲通天 | 元年  | 二年  |
| -------- | ----- | ----- |
| 公元     | 696年 | 697年 |
| 干支     | 丙申  | 丁酉  |

## 參看
- 中國年號索引

## 深入閱讀
- 李崇智. . 北京: 中華書局. 2004年12月. ISBN 7101025129.
- 鄧洪波.  (pdf). 臺北: 國立臺灣大學東亞經典與文化研究計劃. 2005年3月  [2022-01-03]. ISBN 9789860005189. （原始内容存档于2007-08-25）.

| 前一年號： 萬歲登封 | 武周年号 696年－697年 | 下一年號： 神功 |